# Hózápor
A hózápor a záporeső szilárd halmazállapotú megfelelője. Általában konvektív felhőből, tornyos gomolyfelhőből (cumulus congestus) alakul ki; novembertől egészen márciusig előfordulhat. Hózápornál a gomolyfelhő alján virgák jelennek meg. Mivel konvektív csapadék, így időnkénti erősségbeli változásokkal és megszakításokkal hull.
A hózáporok általában fagypont alatt alakulnak ki, de nagy labilitás esetén - főként februárban, márciusban - amikor csak az alsó pár száz méteren van a hőmérséklet fagypont fölött, akár +6 °C-on is még szilárd halmazállapotú csapadék hullhat a konvektív felhőzetből.
A hózápor általában nem hoz jelentős csapadékot, de gyakran hullhat belőle több centiméternyi vastag hóréteg, illetve olykor nagyon sűrű, és emiatt látványos hóesést produkálhat.
A hózápor jellegzetesen intenzív havazást okoz. Ha hózápor közben dörög, akkor hózivatarról beszélünk.